# Ordine delle distinzioni del Regno d'Italia
L'ordine di precedenza delle distinzioni cavalleresche e onorifiche del Regno d'Italia era fissato dal R.D. 16 dicembre 1927, n. 2210, nell'ambito della disciplina dell'ordine delle precedenze a corte e nelle funzioni pubbliche.
L'ordine di precedenza era il seguente:
- Ordine supremo della Santissima Annunziata

- Ordine dei Santi Maurizio e Lazzaro

- Ordine militare di Savoia

- Ordine della Corona d'Italia

- Ordine coloniale della Stella d'Italia

- Medaglia al valor militare

- Medaglia al valor civile

- Medaglia al valor di marina

- Medaglia al valore aeronautico[2]

- Ordine civile di Savoia

- Ordine al merito del lavoro

- Stella al merito del lavoro

Nella tabella, desunta dal R.D. 2210/1927, l'ordine di precedenza fra le classi degli ordini cavallereschi e delle decorazioni è per colonna e, nell'ambito delle colonne, per riga.
| Cl. | Categoria I                                               | Categoria VI                                                     | Categoria VII                                                | Categoria VIII                                           | Categoria X                                           | Categoria XI                                          |
| 2ª  | Cavaliere dell'Ordine supremo della santissima Annunziata |                                                                  |                                                              |                                                          |                                                       |                                                       |
| 1ª  |                                                           | Cavaliere di gran croce dell'Ordine dei santi Maurizio e Lazzaro | Grande ufficiale dell'Ordine dei santi Maurizio e Lazzaro    | Commendatore dell'Ordine dei santi Maurizio e Lazzaro    | Ufficiale dell'Ordine dei santi Maurizio e Lazzaro    | Cavaliere dell'Ordine dei santi Maurizio e Lazzaro    |
| 1ª  |                                                           | Cavaliere di gran croce dell'Ordine militare di Savoia           | Grande ufficiale dell'Ordine militare di Savoia              | Commendatore dell'Ordine militare di Savoia              | Ufficiale dell'Ordine militare di Savoia              | Cavaliere dell'Ordine militare di Savoia              |
| 1ª  |                                                           |                                                                  | Cavaliere dell'Ordine del merito civile di Savoia            |                                                          |                                                       |                                                       |
| 2ª  |                                                           | Cavaliere di gran croce dell'Ordine della corona d'Italia        | Grande ufficiale dell'Ordine della corona d'Italia           | Commendatore dell'Ordine della corona d'Italia           | Ufficiale dell'Ordine della corona d'Italia           | Cavaliere dell'Ordine della corona d'Italia           |
| 2ª  |                                                           | Gran cordone dell'Ordine coloniale della stella d'Italia         | Grande ufficiale dell'Ordine coloniale della stella d'Italia | Commendatore dell'Ordine coloniale della stella d'Italia | Ufficiale dell'Ordine coloniale della stella d'Italia | Cavaliere dell'Ordine coloniale della stella d'Italia |
| 2ª  |                                                           |                                                                  | Cavaliere dell'Ordine al merito del lavoro                   |                                                          |                                                       |                                                       |
| 3ª  |                                                           | Medaglia d'oro al valore militare                                |                                                              |                                                          | Medaglia d'argento al valore militare                 | Medaglia di bronzo al valore militare                 |
| 3ª  |                                                           | Medaglia d'oro al valore civile                                  |                                                              |                                                          | Medaglia d'argento al valore civile                   | Medaglia di bronzo al valore civile                   |
| 3ª  |                                                           | Medaglia d'oro al valore di marina                               |                                                              |                                                          | Medaglia d'argento al valore di marina                | Medaglia di bronzo al valore di marina                |
| 3ª  |                                                           | Medaglia d'oro al valore aeronautico                             |                                                              |                                                          | Medaglia d'argento al valore aeronautico              | Medaglia di bronzo al valore aeronautico              |
| 4ª  |                                                           |                                                                  |                                                              |                                                          |                                                       | Stella al merito del lavoro                           |